# Love Supply
Love Supply (укр. Запас любові) — дебютний студійний альбом німецької співачки Ocean'и, виданий 25 травня 2009 лейблом Warner Music.
Альбом містить 12 треків серед яких такі хіти як „Pussycat on a Leash”, „La La” та „Cry Cry”.
Весь матеріал був записаний в музичних студіях в Нью-Йорку і Гамбурзі.

## Трек-лист
| #   | Назва                            | Тривалість |
| --- | -------------------------------- | ---------- |
| 1.  | «Pussycat on a Leash»            | 3:39       |
| 2.  | «Cry Cry»                        | 3:15       |
| 3.  | «Love Supply»                    | 3:34       |
| 4.  | «Fucked Up Situation»            | 4:15       |
| 5.  | «He Says»                        | 3:37       |
| 6.  | «Bad Boy (Feat. Boundzound)»     | 3:27       |
| 7.  | «All Genetic (Feat. Kami Jones)» | 3:15       |
| 8.  | «La La»                          | 3:17       |
| 9.  | «Until I See Your Face»          | 3:32       |
| 10. | «Upside Down»                    | 3:05       |
| 11. | «Baby Hold On»                   | 3:32       |
| 12. | «You Need a Hug»                 | 3:54       |